# Rose Schlösinger
Rose Schlösinger, all'anagrafe Ennenbach (Francoforte sul Meno, 5 ottobre 1907 – Berlino, 5 agosto 1943) è stata un'insegnante tedesca, assistente sociale e combattente della resistenza contro il regime nazista.

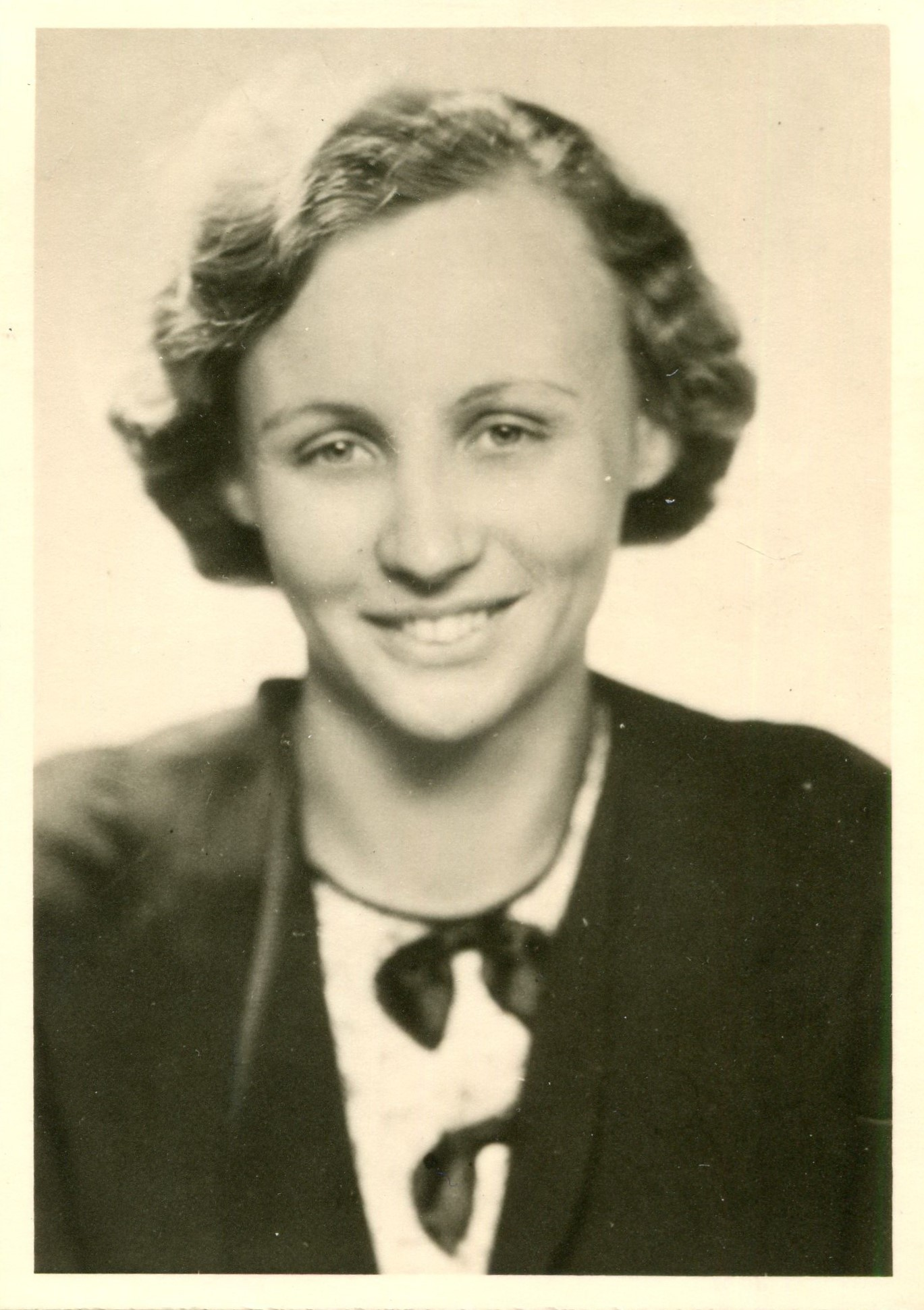
Rose Schlösinger

Fece parte del gruppo di resistenza dell'Orchestra Rossa, trasmettendo i messaggi criptati di Arvid Harnack. Fu arrestata nell'ottobre 1942, condannata a morte e giustiziata nell'agosto 1943.

## Biografia

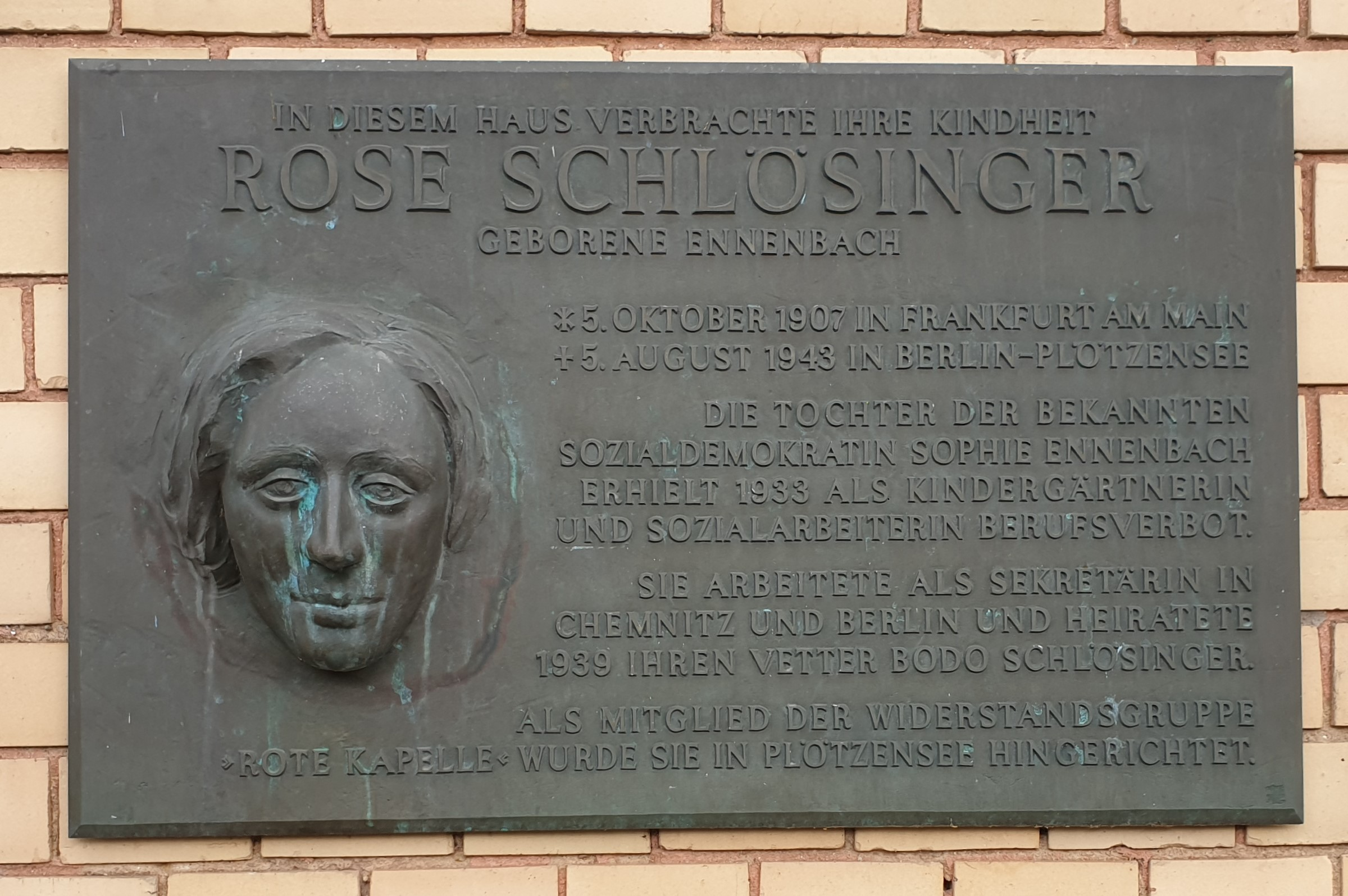
Targa di bronzo inaugurata il 5 ottobre 1994.

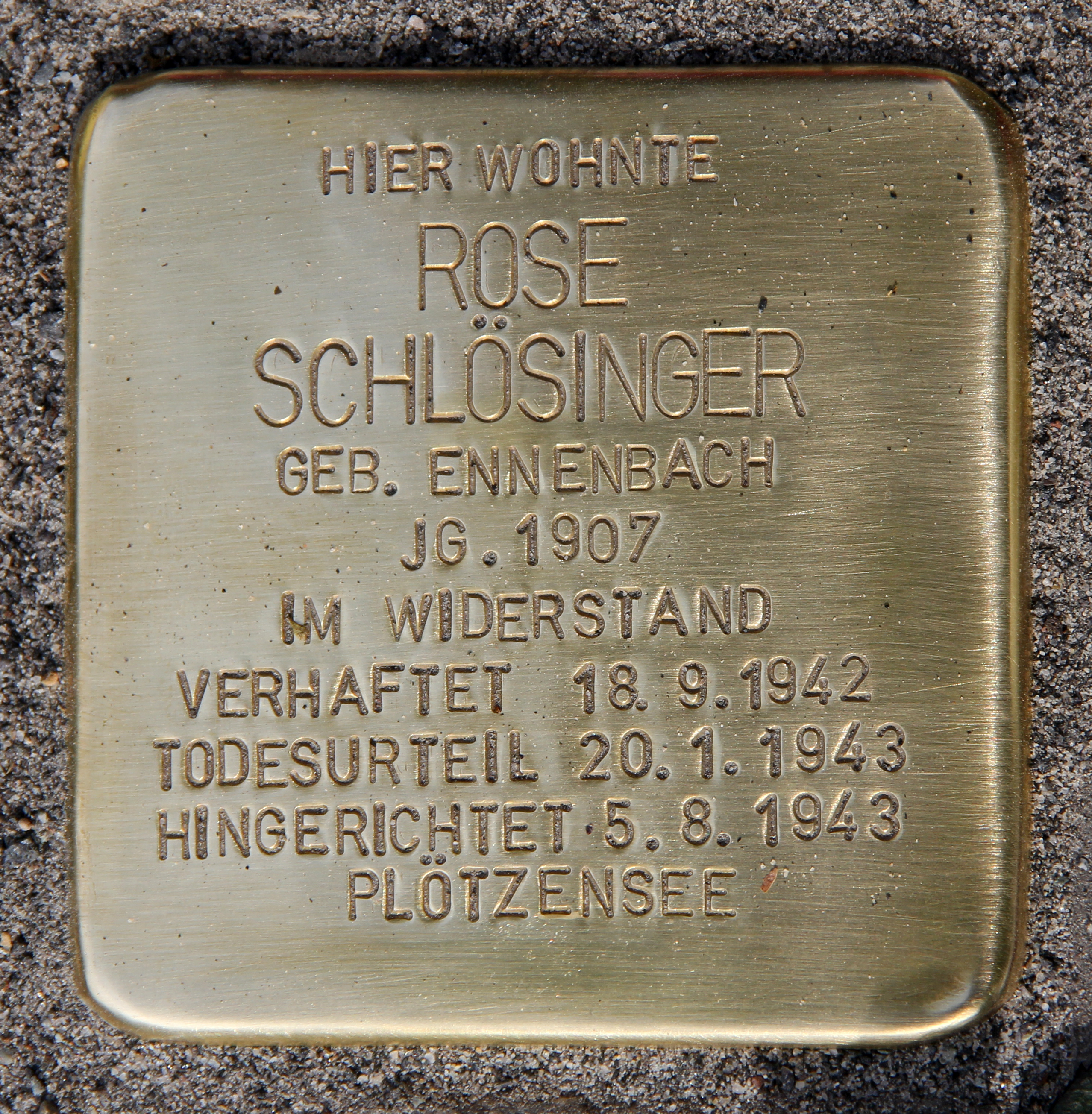
Pietra d'inciampo a Berlino.

Rose Ennenbach nacque a Francoforte sul Meno il 5 ottobre 1907 in una famiglia operaia e fu cresciuta dalla madre Sophie Ennenbach, persona di un certo rilievo nel Partito Socialdemocratico di Germania. Rose fu attiva nel Sozialistischen Arbeiter-Jugend e studiò per diventare maestra d'asilo, specializzandosi nella cura dei bambini e nella consulenza del lavoro a Francoforte.
Sposò Friedrich Heinemann e nel gennaio 1932 nacque la figlia Marianne; divorziarono poco dopo e Rose tornò a vivere con la madre. Dopo l'ascesa al potere del Partito nazista nel 1933, conseguì il diploma di maturità ma sia lei che la madre non poterono continuare a lavorare per le loro idee politiche. Seguì un corso di stenografia e si assicurò un lavoro come dattilografa presso la Wanderer-Continental-Schreibmaschinen-Werke di Chemnitz.

## Attività nella Resistenza
Nel 1936 si risposò con Bodo Schlösinger, che all'epoca faceva già parte del gruppo antinazista guidato da Arvid Harnack. Bodo Schlösinger fu arruolato nella Wehrmacht come interprete nel 1940, impiegato prima in Polonia e poi in Russia. La coppia aiutò attivamente la resistenza e nel 1937 lavorò con i comunisti berlinesi associati all'Orchestra Rossa inoltrando i messaggi criptati di Harnack all'operatore radio Hans Coppi. Fu arrestata nell'ottobre 1942 dopo che il gruppo fu scoperto dalla Gestapo. La corte marziale del Reich la condannò a morte il 20 gennaio 1943 per "spionaggio"; suo marito si uccise dopo aver appreso la sentenza e Rose fu ghigliottinata il 5 agosto 1943 nella prigione di Plötzensee a Berlino insieme ad altre 15 persone.
Poco prima dell'esecuzione, Rose scrisse due lettere di addio, una indirizzata alla figlia Marianne e una alla madre.